# Бібліотека імені Лесі Українки (Кишинів)
Бібліотека імені Лесі Українки (рум. Biblioteca «Lesia Ukrainka») — українська бібліотека у місті Кишинів, Молдова, філіал Муніципальної бібліотеки імені Б. П. Хашдеу. Це єдина бібліотека в Кишиневі, що задовольняє запит населення на літературу українською мовою.

## Історія
Бібліотека відкрита 16 лютого 1991 року. Спочатку тут проводилися заняття дитячої недільної школи та богослужіння, працювали українські етнокультурні товариства, відбувалися перші олімпіади з української мови та літератури. У 1998 році відкрито дитячу секцію, а у 2003 році за кошти міського бюджету зроблено капітальний ремонт бібліотеки.
У 2022 році в бібліотеці відкрився відділ роботи з дітьми українських вимушених переселенців — «Простір для дітей».

## Структура
Фонд читального залу вміщує книги, на які є найбільший попит: енциклопедії, словники, довідники й науково-популярні видання з історії, права, народознавства, мистецтва, мовознавства тощо. 
У відділі дитячої книги обслуговуються діти, їхні батьки, вихователі та всі, хто працює з дитячою книгою. Бібліотекарі проводять заходи з дітьми як в стінах бібліотеки, так і в школах і ліцеях з викладанням української мови та літератури.
Відділ довідково-бібліографічної та інформаційної роботи надає інформацію про наявність книг, журналів, газет та інших документів.

## Фонд
Обсяг фондів — 18017 одиниць (із них 4675 екземплярів — українською мовою, 8336 — російською, 4196 — румунською, 138 — іншими мовами). Бібліотека має літературу про культурну діяльність українців Молдови. Щорічно обслуговується понад 4000 мешканців міста, з них понад 40% — українці. 
Спільно з сектором «Етнологія українців» у 2008 році підготовлено до друку і видано бібліографічний покажчик «Українці в культурі Молдови».

## Співпраця
Бібліотека активно співпрацює з громадськими об’єднаннями, науковими центрами, освітніми закладами, літературним клубом «Сопілка Молдови». Проводяться тематичні художні виставки, літературно-музичні вечори, українські вечорниці, зустрічі з письменниками, презентації нових книг. Популярними є дискусії з молоддю, зокрема з учнями ліцеїв імені М. Коцюбинського, І. Нечуя-Левицького, Петра Могили, Дачія, гімназії імені Т. Шевченка. 

## Галерея

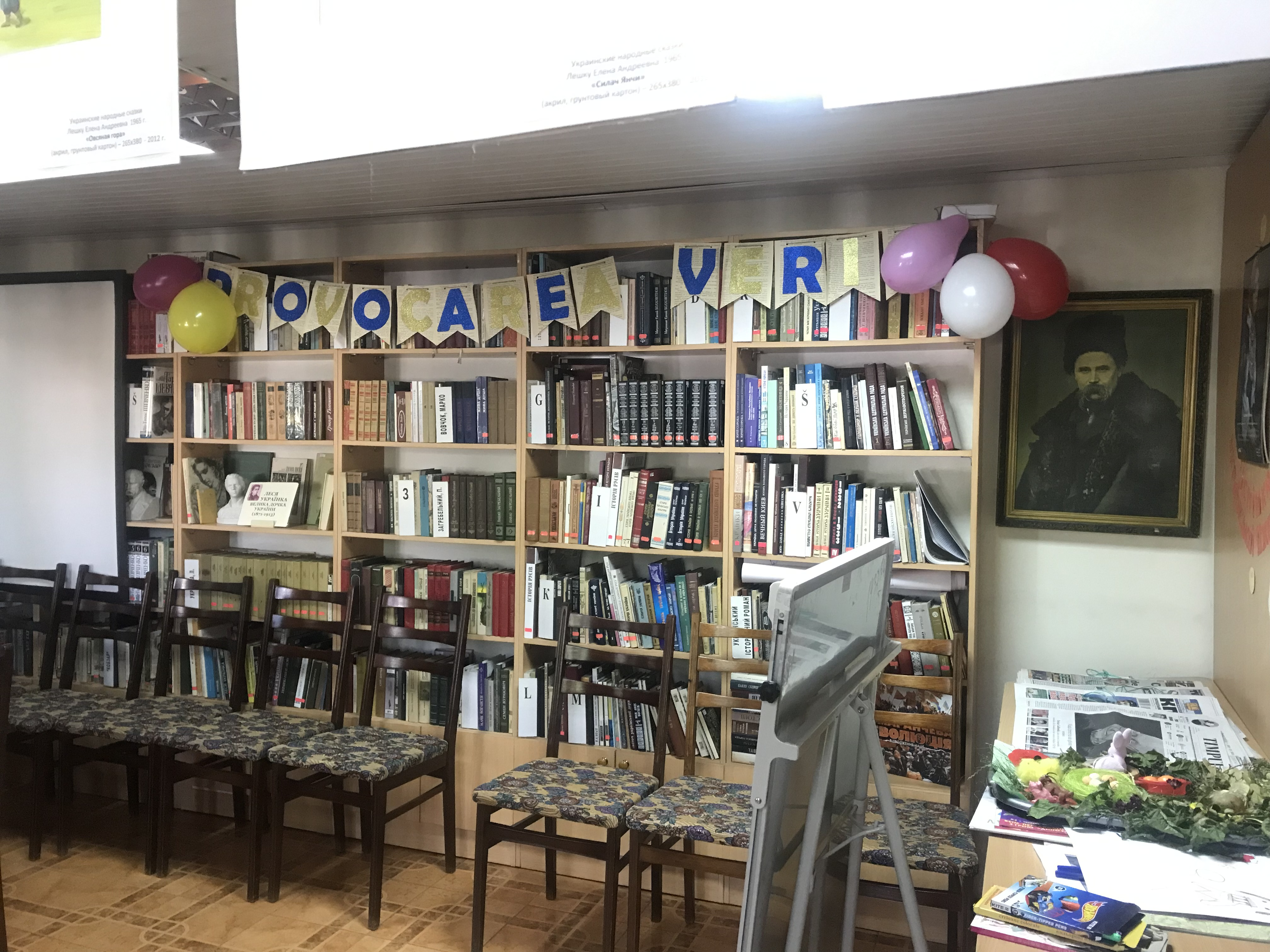
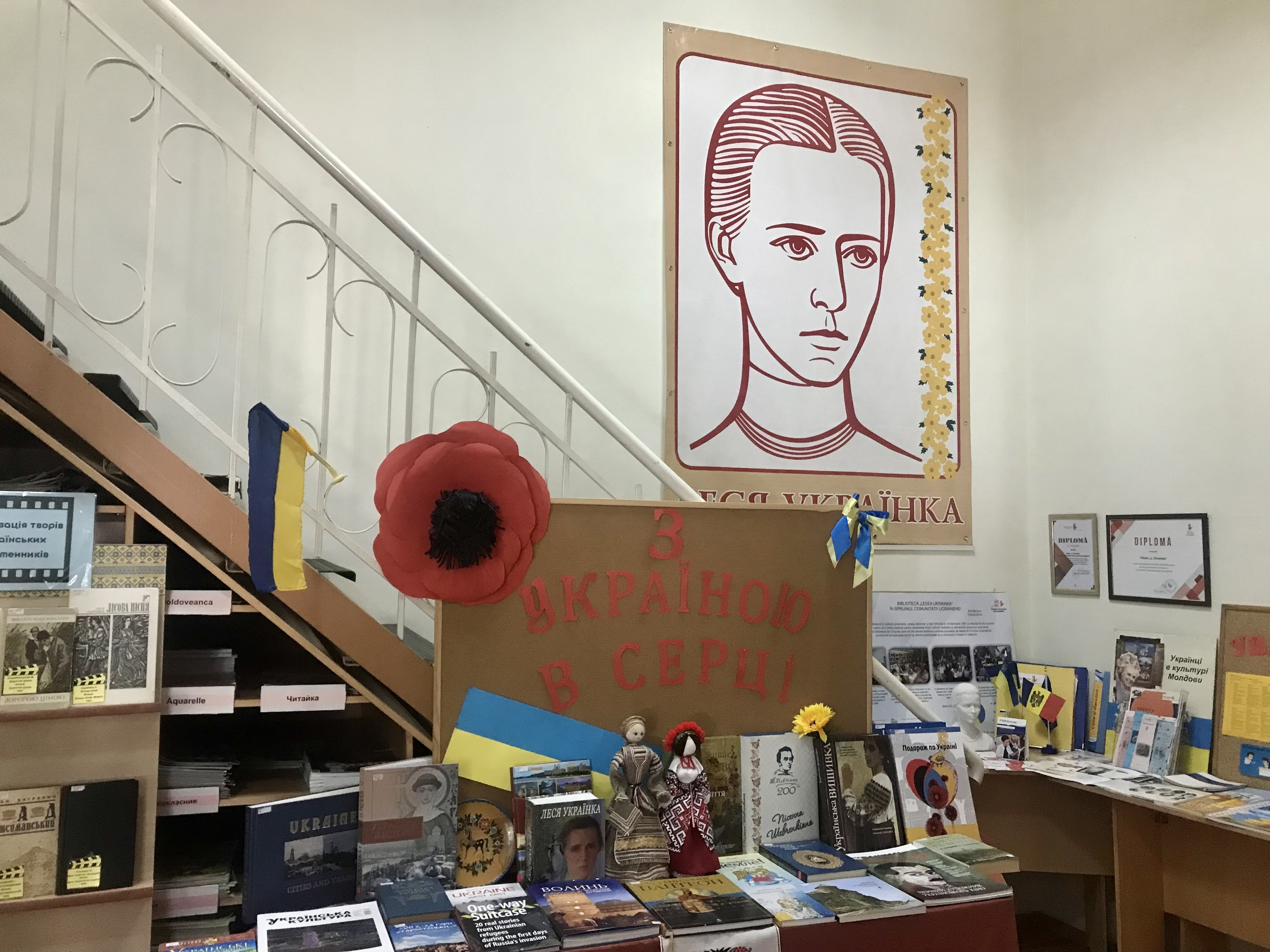
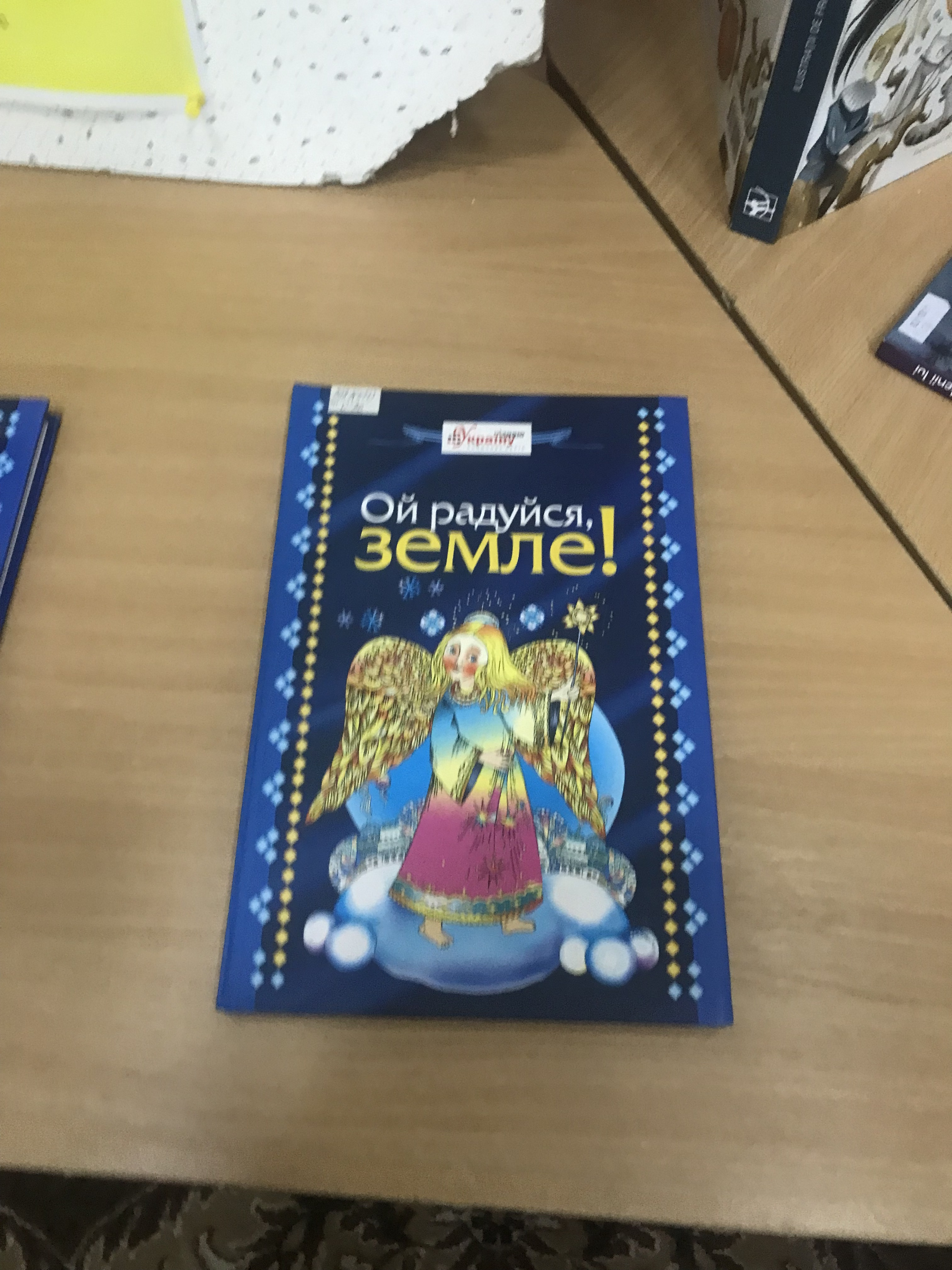
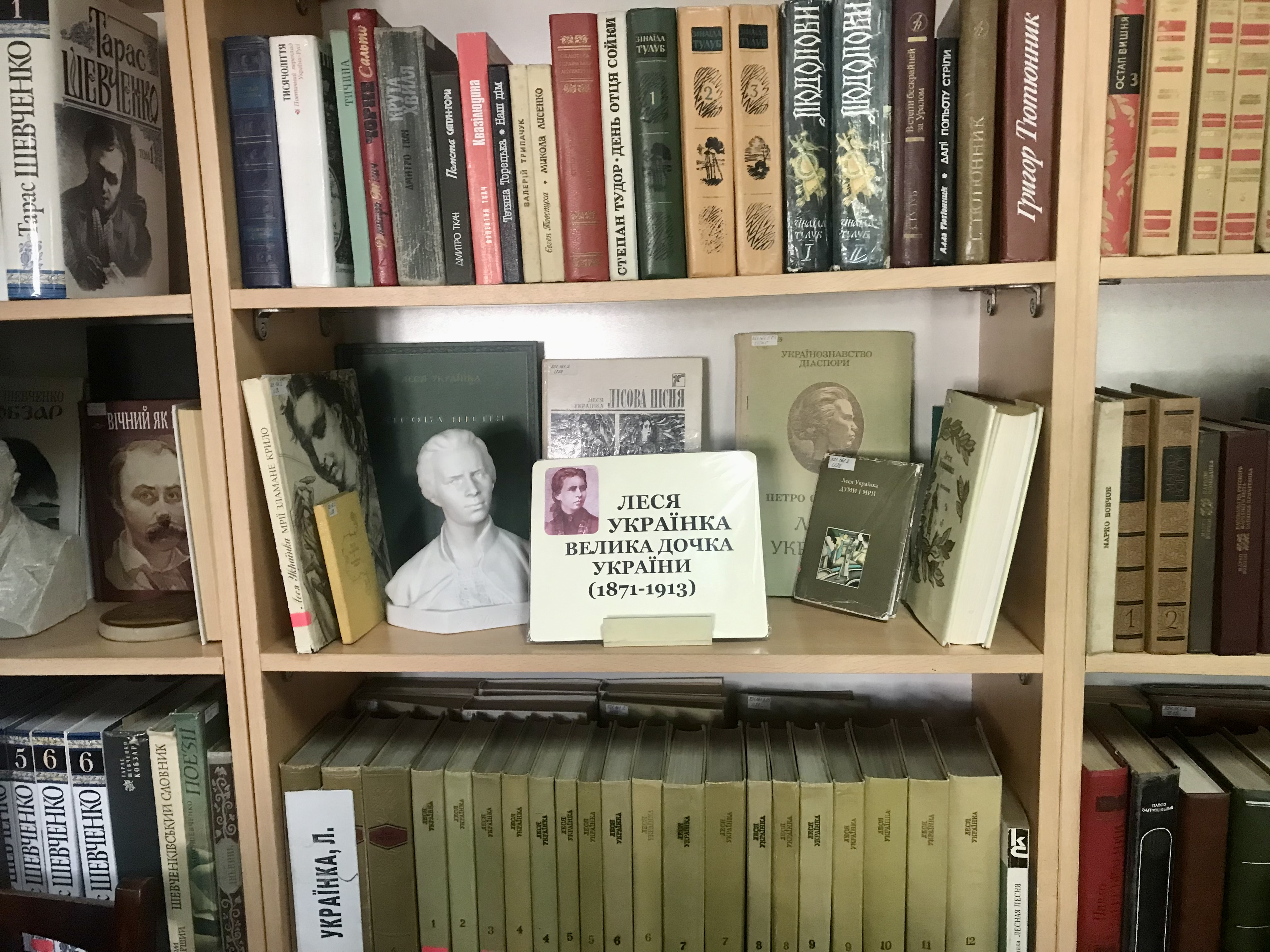
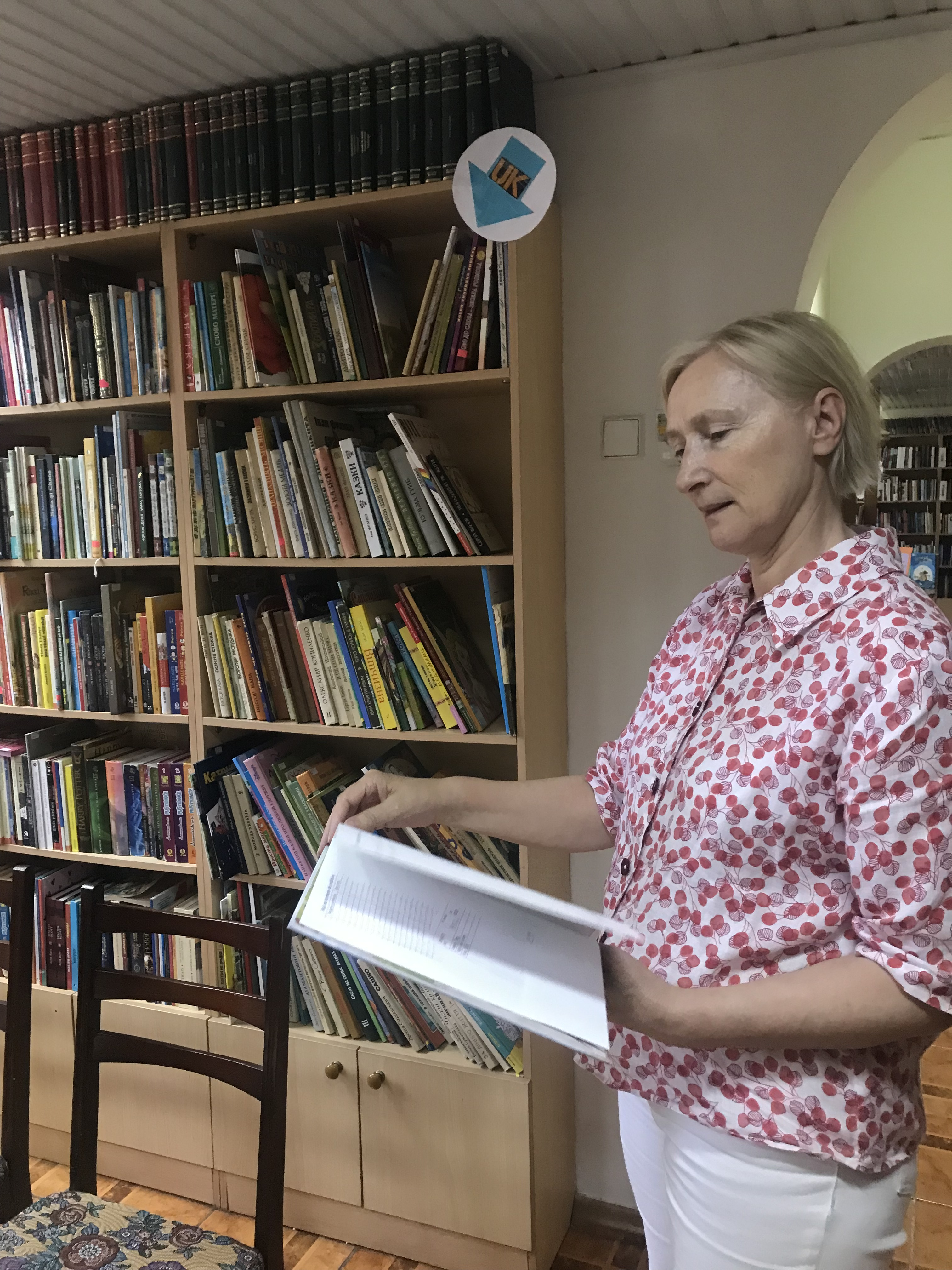
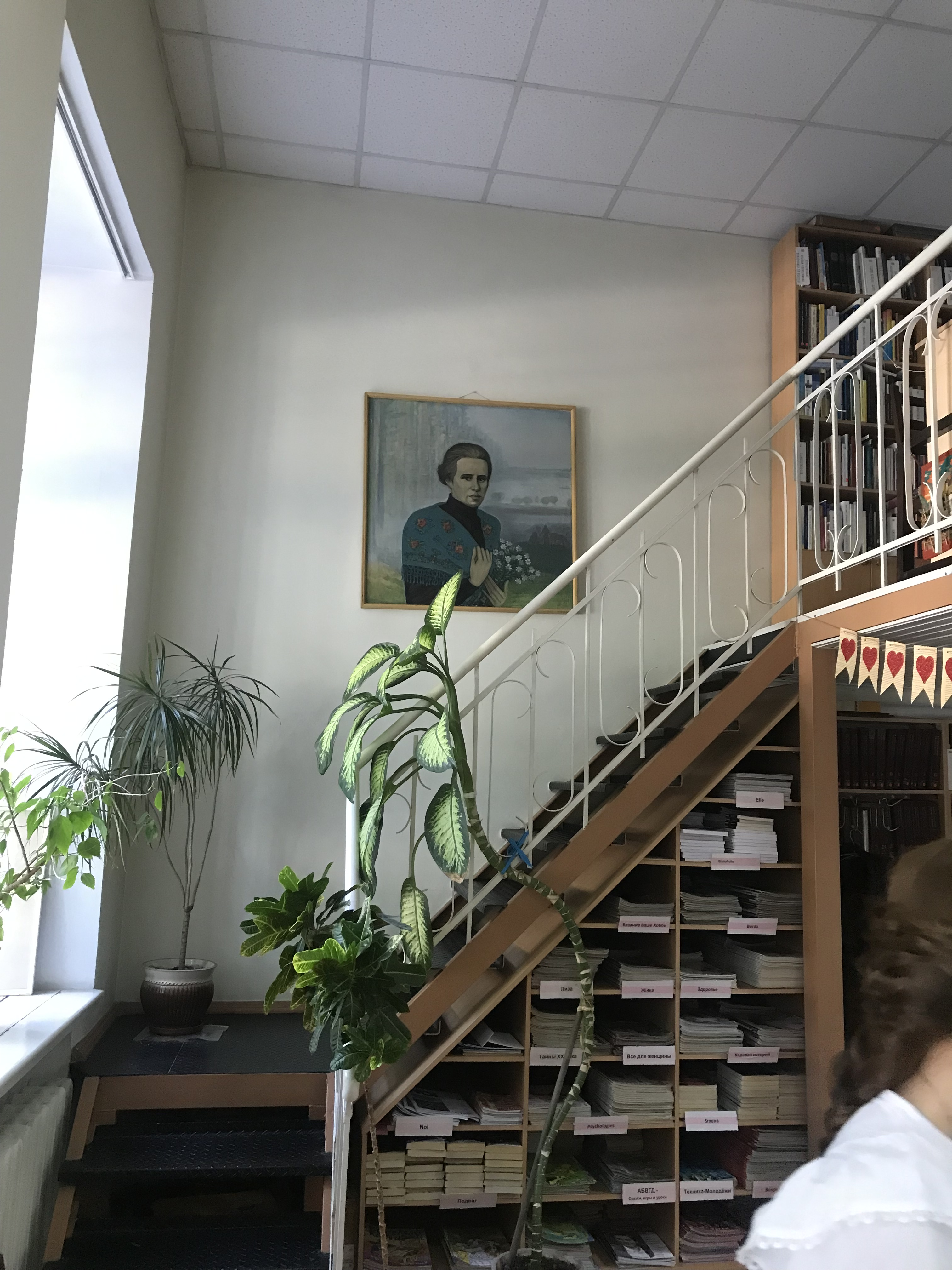